# Petit-Réderching
Pour l’article homonyme, voir Gros-Réderching.
Petit-Réderching [pəti ʁedɛʁʃɛ̃] est une commune française du département de la Moselle en région Grand Est.
Village rural de Lorraine, du pays de Bitche et du bassin de vie de la Moselle-est, Petit-Réderching est situé à 62 km au nord-ouest de Strasbourg. Au niveau intercommunal, la municipalité est intégrée dans la communauté de communes du Pays de Bitche qui regroupe 46 localités autour de Bitche. En 2022, la population légale est de 1 416 habitants, appelés les Petit-Réderchingeois, qui font de Petit-Réderching le 5e village le plus peuplé du pays de Bitche après Bitche, Rohrbach, Montbronn et Goetzenbruck.
Mentionnée en 1577, la localité est brièvement la propriété des comtes de Deux-Ponts-Bitche et de leur mairie de Rimling, avant de devenir lorraine tout comme le reste du comté de Bitche en 1606. Durant la guerre de Trente Ans, la population souffre des multiples passages de troupes et sort du conflit exsangue et décimée. Le village devient français en 1766 sous Louis XV avec le rattachement du duché de Lorraine au royaume de France. Comme le reste de la Moselle, Petit-Réderching devient allemand durant la période du Reichsland (1871-1918) puis lors de l'occupation nazie (1940-1945).

## Géographie

### Localisation et communes avoisinantes
Aux sources de la Bickenalbe, en pays découvert, le village-rue de Petit-Réderching est situé sur une voie ancienne, la Kœnigstrasse (la route royale), tandis que son écart de Meyerhof s'est développé dans la seconde moitié du XIXe siècle, le long de la route de Sarreguemines à Bitche construite de 1722 à 1724.
À vol d'oiseau, Petit-Réderching se situe à 61,9 km au nord-ouest de Strasbourg, chef-lieu de région, à 82,1 km à l'est de Metz, chef-lieu de département, à 18,6 km au sud-est de Sarreguemines, chef-lieu d'arrondissement et à 8,8 km à l'ouest de Bitche, chef-lieu du canton et de la communauté de communes du Pays de Bitche. Le village ne se trouve qu'à 3,5 km de Rohrbach-lès-Bitche, ancien chef-lieu de son canton et de son intercommunalité.
| Guising                      | Bettviller, Hoelling           | Kapellenhof, Hottviller |
| Rohrbach-lès-Bitche Meyerhof | Petit-Réderching               | Holbach Frohmühl        |
| Bining                       | Guisberg, Enchenberg Montbronn | Siersthal Lambach       |

### Hydrographie et les eaux souterraines
La commune est située dans le bassin versant du Rhin au sein du bassin Rhin-Meuse. Elle est drainée par le Schwalbach, le ruisseau Bickenalbe, le ruisseau de Marxbach, le ruisseau le Bierbach, le ruisseau le Buttenbach et le ruisseau le Steschbach.
Le Schwalbach, d'une longueur totale de 23,4 km en France, prend sa source dans la commune de Lemberg traverse onze communes françaises puis, au-delà de Schweyen, poursuit son cours en Allemagne où elle se jette dans la Horn.
Le ruisseau Bickenalbe, d'une longueur totale de 10,3 km en France, prend sa source dans la commune  traverse quatre communes françaises puis, au-delà d'Erching, poursuit son cours en Allemagne où elle se jette dans la Horn.

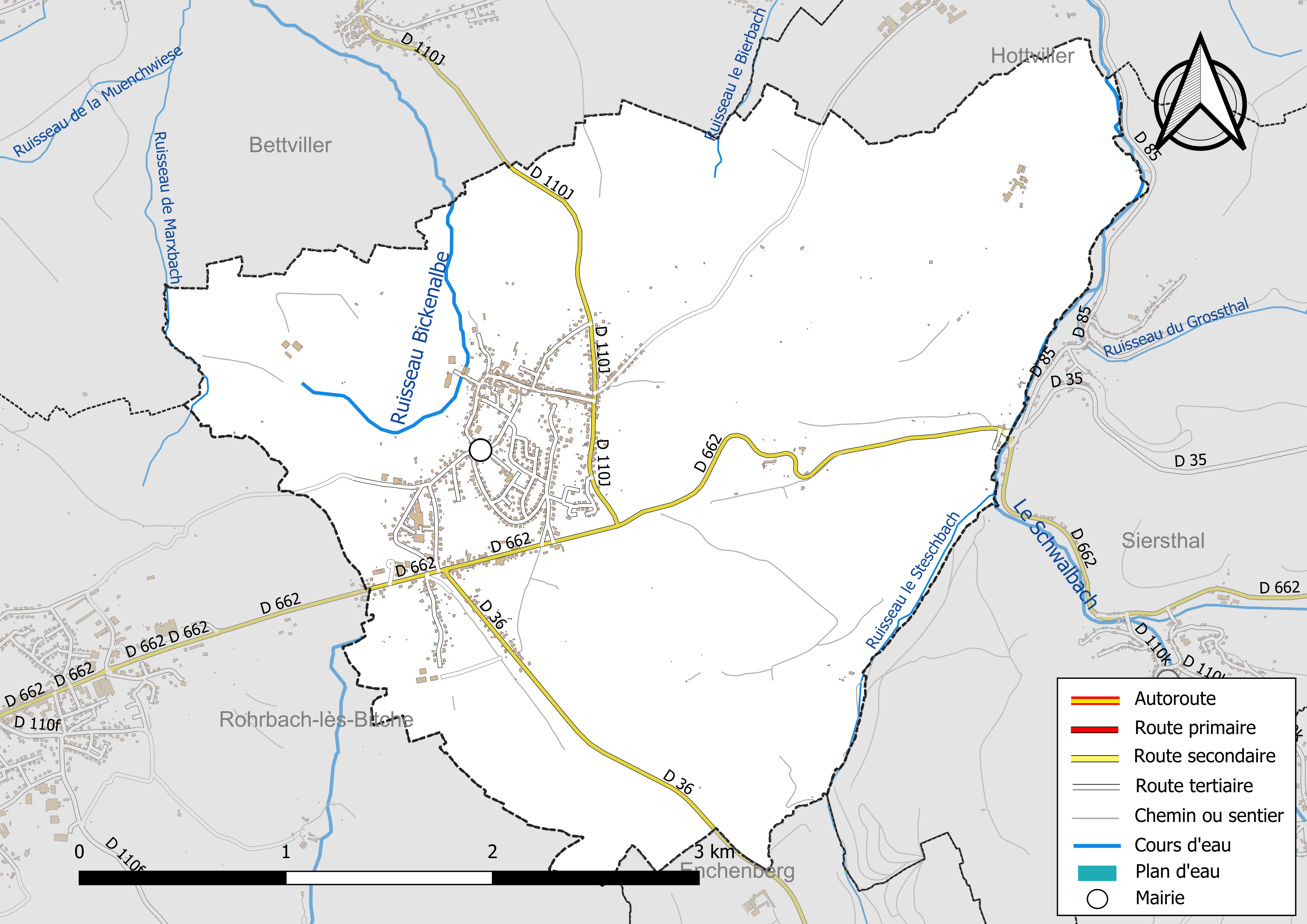
Réseaux hydrographique et routier de Petit-Réderching.

La qualité des eaux des principaux cours d’eau de la commune, notamment du Schwalbach et du ruisseau Bickenalbe, peut être consultée sur un site dédié géré par les agences de l’eau et l’Agence française pour la biodiversité.

### Sismicité
Commune située dans une zone de sismicité 2 (faible).

### Climat
Pour des articles plus généraux, voir Climat du Grand Est et Climat de la Moselle.
En 2010, le climat de la commune est de type climat des marges montargnardes, selon une étude du Centre national de la recherche scientifique s'appuyant sur une série de données couvrant la période 1971-2000. En 2020, Météo-France publie une typologie des climats de la France métropolitaine dans laquelle la commune est exposée à un climat semi-continental et est dans la région climatique Vosges, caractérisée par une pluviométrie très élevée (1 500 à 2 000 mm/an) en toutes saisons et un hiver rude (moins de 1 °C).
Pour la période 1971-2000, la température annuelle moyenne est de 9,4 °C, avec une amplitude thermique annuelle de 17,2 °C. Le cumul annuel moyen de précipitations est de 833 mm, avec 10,7 jours de précipitations en janvier et 9,8 jours en juillet. Pour la période 1991-2020, la température moyenne annuelle observée sur la station météorologique de Météo-France la plus proche, « Volmunster », sur la commune de Volmunster à 8 km à vol d'oiseau, est de 10,2 °C et le cumul annuel moyen de précipitations est de 760,1 mm. 
La température maximale relevée sur cette station est de 37,6 °C, atteinte le 25 juillet 2019 ; la température minimale est de −18,6 °C, atteinte le 24 décembre 2001,,.
Les paramètres climatiques de la commune ont été estimés pour le milieu du siècle (2041-2070) selon différents scénarios d'émission de gaz à effet de serre à partir des nouvelles projections climatiques de référence DRIAS-2020. Ils sont consultables sur un site dédié publié par Météo-France en novembre 2022.

### Voies de communications et transport

#### Transports en commun

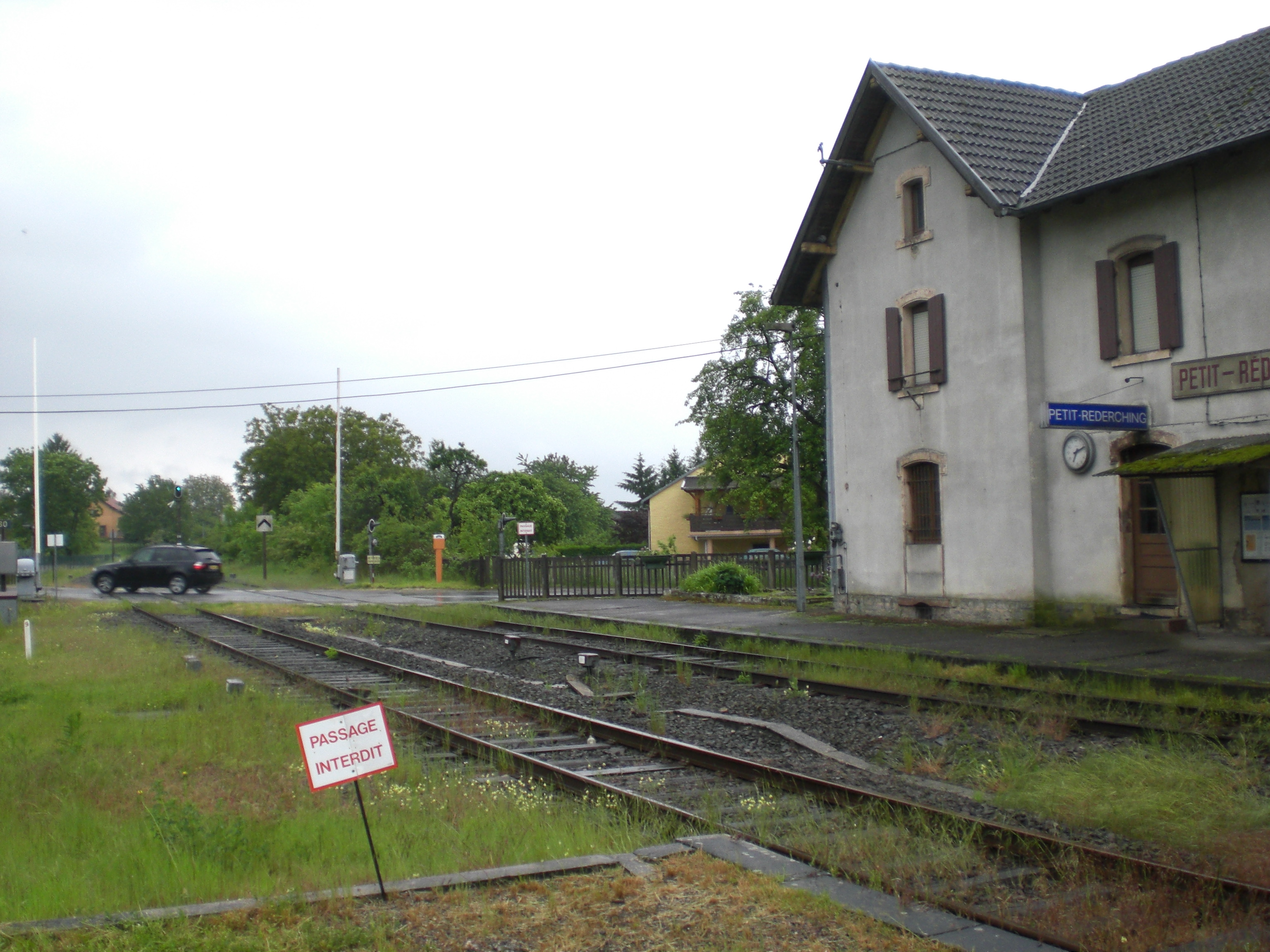
L'ancienne gare de Petit-Réderching.

- Transports à la demande Moselle Fluo Grand Est (Transport interurbain des Mosellans.)

La gare de Petit-Réderching était desservie de 1869 à 2014 par la ligne de chemin de fer Sarreguemines-Bitche. La ligne ferroviaire étant désaffectée depuis 2014, la gare est maintenant desservie par une liaison d'autocars TER Grand Est. De nos jours, la gare ferroviaire SNCF la plus proche est la gare de Kalhausen, en service depuis 1895 sur les lignes Sarreguemines-Strasbourg et Sarreguemines-Sarre-Union.
Des ramassages vers le collège de Rohrbach-lès-Bitche et vers les lycées et collège de Bitche, sont organisés lors des périodes scolaires.

#### Réseau aérien
L’aéroport de Sarrebruck-Ensheim se situe à 30 km (liaison avec les grandes villes allemandes), celui de Strasbourg-Entzheim à 90 km (liaison avec les grandes villes françaises et européennes). L’aéroport international de Francfort est distant de 180 km du village. L’aéroport de Deux-Ponts (à 30 km) qui offrait des liaisons quotidiennes vers Berlin et Majorque n'est plus exploité depuis octobre 2014.

## Urbanisme

### Typologie
Au 1er janvier 2024, Petit-Réderching est catégorisée bourg rural, selon la nouvelle grille communale de densité à sept niveaux définie par l'Insee en 2022.
Elle est située hors unité urbaine. Par ailleurs la commune fait partie de l'aire d'attraction de Sarreguemines (partie française), dont elle est une commune de la couronne,. Cette aire, qui regroupe 48 communes, est catégorisée dans les aires de 50 000 à moins de 200 000 habitants,.

### Occupation des sols
L'occupation des sols de la commune, telle qu'elle ressort de la base de données européenne d’occupation biophysique des sols Corine Land Cover (CLC), est marquée par l'importance des territoires agricoles (69,9 % en 2018), en diminution par rapport à 1990 (73,3 %). La répartition détaillée en 2018 est la suivante : 
prairies (41,6 %), terres arables (28,3 %), forêts (19,8 %), zones urbanisées (10,3 %). L'évolution de l’occupation des sols de la commune et de ses infrastructures peut être observée sur les différentes représentations cartographiques du territoire : la carte de Cassini (XVIIIe siècle), la carte d'état-major (1820-1866) et les cartes ou photos aériennes de l'IGN pour la période actuelle (1950 à aujourd'hui).

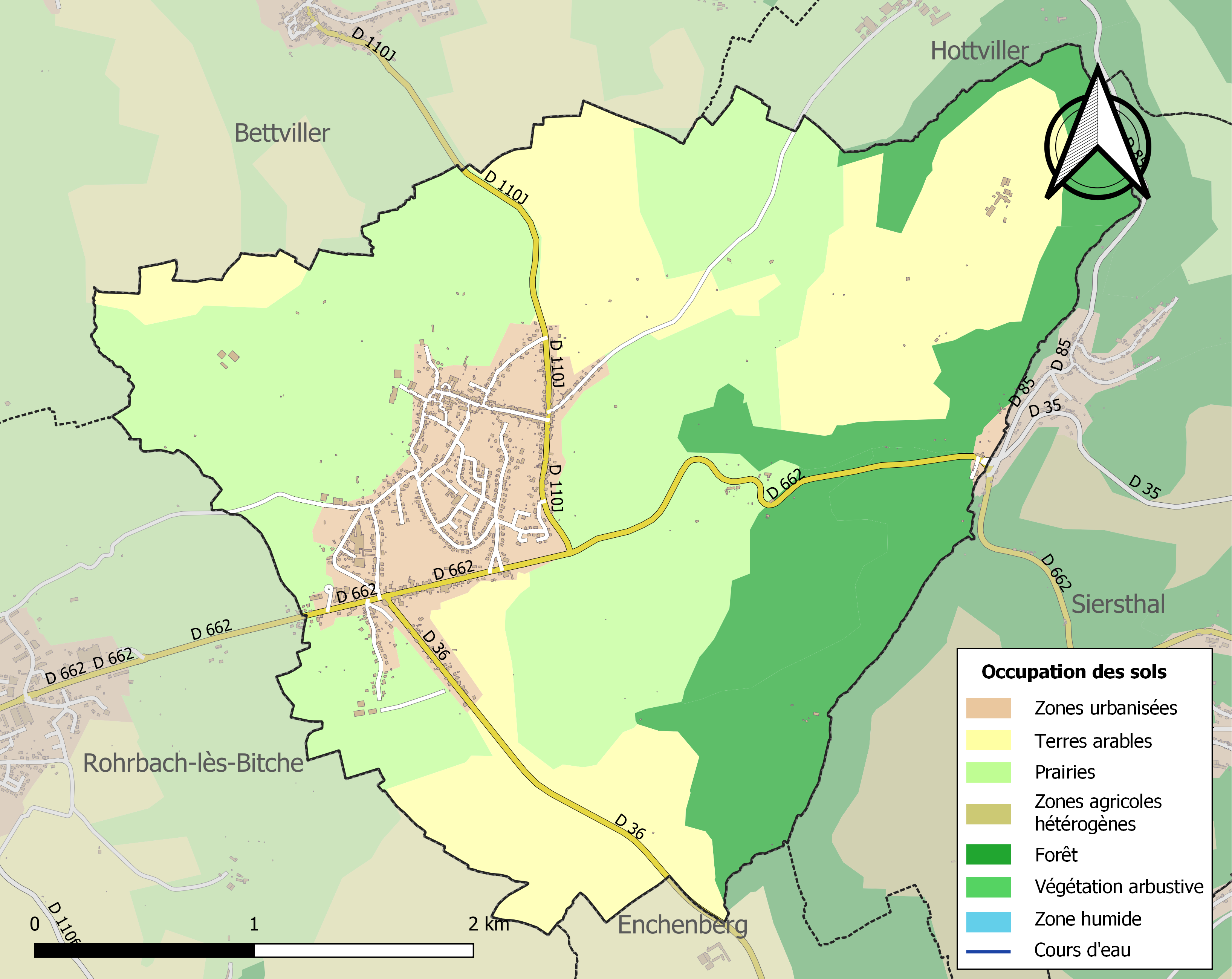
Carte des infrastructures et de l'occupation des sols de la commune en 2018 (CLC).

La commune bénéficie du plan local d'urbanisme intercommunal du Pays de Bitche dont la dernière procédure a été approuvée le 19 décembre 2019.

## Toponymie
- Anciennes mentions[21],[22] : Riderchingen (1577 et 1594) ; la Petite Rederching (1751) ; Klein-Rederchingen (1755 - Atlas du comté de Bitche) ; Petit-Rederking (1756) ; Klein-Rederchingen (carte Cassini et carte de l'État-Major) ; Petit Rederching (1793) ; Rederching-Petit (1801).
- Durant les annexions allemandes : Kleinrederchingen (1871–1918) et Kleinredingen (1940–1944).
- En francique rhénan : Kläan-Rederschinge ou Klä-Reterschinge[23].

## Histoire

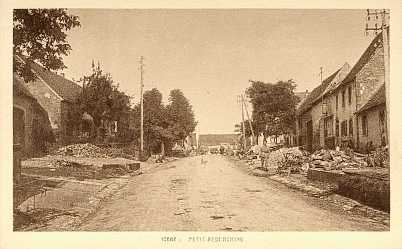
Vue du village.

### Histoire ancienne
Même s'il n'est mentionné pour la première fois que le 18 juin 1577 sous la forme Riderchingen dans le registre du président Alix, le village de Petit-Réderching peut toutefois se targuer d’une implantation humaine plus ancienne. En effet, en plusieurs endroits du ban, ont été retrouvés des vestiges gallo-romains, dont plusieurs villas gallo-romaines qui témoignent d’une présence humaine bien antérieure. En 1964, par exemple, des vestiges gallo-romains sont découverts à la Trift et à proximité  de la source de la Rennbronn. Une ancienne voie romaine traversait en outre le ban de Petit-Réderching et allait vers Urbach en empruntant la route de Hoelling.
Après les invasions « barbares », le secteur de Petit-Réderching semble avoir été plus ou moins laissé à l’abandon, et ce durant de nombreux siècles.
Au XVe siècle seulement, les forêts du ban de Petit-Réderching font l’objet d’une nouvelle implantation humaine, et c’est alors que naissent les hameaux de Meren, de Neunkirchen, d’Albertingen, et de Mühweiler.
- Meren, se situait entre les villages actuels de Guising, Bettviller et Petit-Réderching, et la tradition prétend qu’il s'y trouvait jadis un couvent.
- Neunkirchen, vieux village du pays de Bitche mentionné dès 1355, se trouvait près du Kapellenhof. Une verrerie y avait été établie, mais fût détruite au XVIe siècle, et seule la chapelle du village subsista un moment encore.
- Muhweiler occupait l’emplacement actuel de la Luxenmuehle, et il est parfois possible d’y découvrir quelques ruines, par exemple celles d’une antique chapelle, un peu plus au nord. Le coteau voisin porte, aujourd’hui encore, le nom de « Totenberg » (mont-des-morts).

Ces villages allaient tous disparaître avec la guerre des Rustauds et seul Neunkirchen conserva encore un temps sa chapelle.

### Les verreries de la vallée de la Schwalb
En 1577, le village de Petit-Réderching apparaît dans les actes pour la première fois. Dans son procès-verbal de 21 mars 1580, Le gruyer Jacquemin Cueullet signale la présence de quatre verreries dans la vallée de la Schwalb : une à Holbach, une autre déjà détruite à Neunkirchen, une au lieu-dit Trubach appelée Riderchingen et une manufacture désignée sous la dénomination de la Vieille Verrerie. Il signale aussi que de la vieille verrerie de Neunkirchen, il ne reste que le canton de bois essarté, c’est-à-dire défriché, et une chapelle. Témoin de désordres et de gaspillage liés à l'exploitation de ces verreries, il suggère l'introduction de nombreuses réformes dans la région.
Ainsi, la présence d’une verrerie à cette date, dans la Trubach, se trouve attestée. Elle jouissait d’une bonne réputation, et elle groupait autour d’elle toute une agglomération d’ouvriers. À cette époque, l’activité verrière est en plein essor, et occupe une place de choix dans l’industrie ; elle profite d’une abondance des ressources naturelles nécessaires à son fonctionnement à Petit-Réderching et dans le reste du pays découvert comme à Rimling, Neunkirchen ou encore Holbach. Plus tard, en pays couvert, des verreries sont attestées à Eidenheim, Speckbronn ou encore Meisenthal.
L'installation d’activités verrières en pays découvert découle d’une politique menée par les comtes de Deux-Ponts-Bitche. Ces verreries n’étaient pas sédentaires mais nomades, car elles devaient se déplacer sitôt les ressources naturelles épuisées. Il n’était alors pas encore véritablement question de village, à Petit-Réderching, mais plutôt de deux « colonies » bien distinctes qui existaient alors, l’une dans la vallée de la Trubach sous le nom de Riederchingen, où se trouvait la verrerie, l’autre dans les environs de l’actuelle place du monument aux morts dont le nom reste inconnu. La verrerie de la Trubach semble ensuite avoir connu une existence un peu plus longue et plus fructueuse que celle d’Holbach, qui disparaît en 1585, alors que les verreries opèrent un déplacement vers le pays couvert, dans des lieux comme le vallon de Münzthal (Saint-Louis-lès-Bitche), où une première verrerie est créée en 1586.

### Création du ban communal

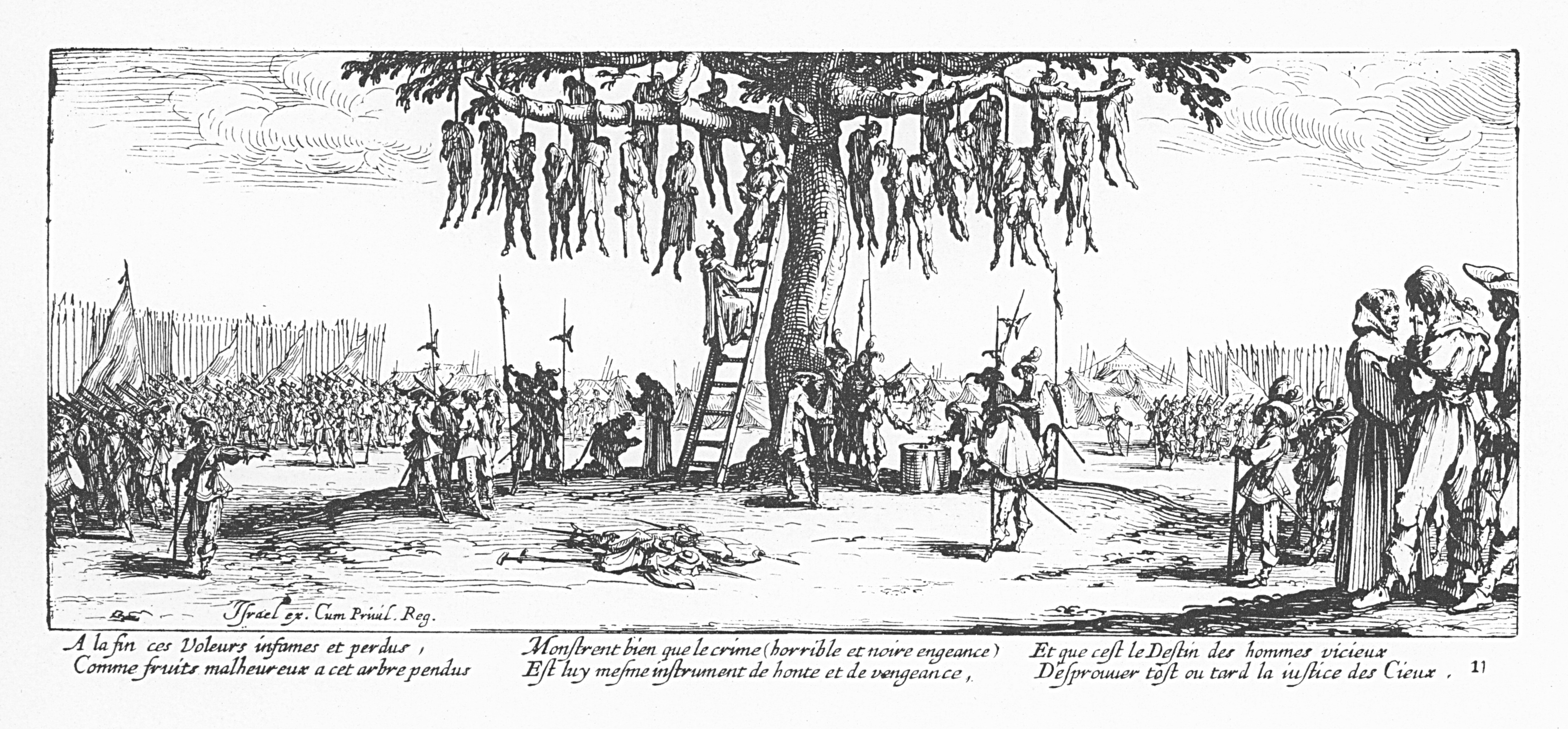
Les Grandes Misères de la guerre, gravure de Jacques Callot.

En 1594, le président Alix cite Riderchingen parmi les villages du comté de Bitche qui dépendent de la mairie de Rimling. Les trois verreries de Riderchingen, Neukirchen et Vieille Verrerie, probablement éteintes avant la guerre de Trente Ans, sont ruinées par cette guerre, comme le reste du pays.
Le développement du village de Petit-Réderching n’a eu lieu qu’après cette fameuse guerre de Trente Ans, lorsque les habitants se mirent à défricher les emplacements des forêts, auparavant exploitées par les verreries. Ces défrichements, ont permis la création d’un ban, élargi par la suite avec l’ajout des anciens bans de villages disparus pendant les conflits des XVe siècle et XVIe siècle. Le village profite également du passage de deux routes importantes, la « Ritterstrasse », et la « Koenigstrasse », construits au cours du Moyen-Âge par les paysans des environs, astreints à la corvée.
Dans les années 1627-1630, en plus de la guerre, un autre fléau s’abat sur les habitants de Petit-Réderching et des villages d’Etting, Kalhausen, Rohrbach, Gros-Réderching, Siersthal et Achen, en une vague de peste qui vient décimer une grande partie de la population, déjà durement éprouvée par la guerre de Trente Ans. Par ailleurs, les vexations et brutalités des troupes militaires à l’encontre des populations ne prirent réellement fin qu’en 1697, à la signature du traité de Ryswick, qui rendait la Lorraine à son duc. Cette paix a apporté un peu de calme politique et religieux, et a permis de développer les réseaux routiers, distribuant les vivres aux uns, supprimant les taxes aux autres.
Dans le but de promouvoir le repeuplement de la région, les nouveaux colons furent exempts de taxes durant dix ans. Les anciens villageois, qui ne bénéficiaient pas de ce privilège, s’élevèrent contre ces faveurs. Les anciennes familles choisirent ainsi, pour ne pas se laisser dominer par les nouveaux venus, d’agrandir leurs propriétés en défrichant également les terres boisées. Mais écrasés de redevances, un certain nombre d’entre eux s’expatrièrent dans le banat hongrois. Dans une pétition de 1700, fut demandée et obtenue la réduction de la dîme. Avec les nouvelles familles qui s’étaient alors installés au village, sont apparus de nouveaux métiers, tels que verriers, tanneurs, meuniers, tondeurs ou journaliers. Les tuileries, four à chaux, carrières de plâtre et de pierre s’imposèrent elles aussi de plus en plus. Astreinte à la corvée, la population construisit la route menant de Sarreguemines à Bitche entre 1722 et 1724, première route reliant la partie couverte des Vosges du Nord à la région de la culture, le Gau.

### Époque contemporaine

Le découpage administratif du district de Bitche en 1790.

En 1724, Petit-Réderching compte alors 55 maisons rassemblées autour de la chapelle et en bordure du chemin communal.
À la Révolution française est créé le district de Bitche qui se heurte au clergé et sème la terreur. Les impôts sont aussi difficiles à supporter. En 1800, le district est éclaté en trois cantons (Bitche, Volmunster et Rohrbach), qui sont rattachés à l’arrondissement de Sarreguemines. Le pays de Bitche perd alors neuf siècles d’unité, et le « repliement » (c’est-à-dire le départ de l’élite locale) s’amorce.
Du point de vue du spirituel, Petit-Réderching est succursale de Bettviller dans l'archiprêtré de Hornbach jusqu'en 1802, puis passe dans celui de Rohrbach. Le village est érigé en paroisse en 1804. L'église paroissiale, dédiée à l'Exaltation de la Sainte-Croix, est construite en 1829 par le curé Jeko aux frais des paroissiens pour remplacer une chapelle trop petite et malsaine.

## Politique et administration

### Situation administrative

Situation de Petit-Réderching (rouge) au sein du canton de Bitche (gris).

Depuis 1802, Petit-Réderching est rattachée à l'arrondissement de Sarreguemines. La commune dépend de la cinquième circonscription de Moselle.
De 1790 à 2014, Petit-Réderching était l'une des 15 communes du canton de Rohrbach-lès-Bitche. Depuis le redécoupage cantonal de 2014, la commune dépend désormais du canton de Bitche (46 communes pour près de 35 000 habitants). Selon le principe de parité, deux conseillers départementaux - une femme, un homme - sont nécessairement issus des suffrages. À la suite des élections départementales des 22 et 29 mars 2015, les représentants auprès du conseil départemental de la Moselle sont Anne Mazuy-Harter (DVD) et David Suck (UDI), ancien vice-président du conseil général.

### Instances judiciaires et administratives
Dans le ressort de la Cour d'appel de Metz, Petit-Réderching relève du tribunal de grande instance, du tribunal d'instance, du tribunal pour enfants et du bureau foncier de Sarreguemines, de la Cour d'Assises de Moselle, du tribunal administratif de Strasbourg et de la cour administrative d'appel de Nancy.
La commune se trouve dans la circonscription de gendarmerie de la communauté de brigades (COB) de Bitche.

### Intercommunalité

Situation de la C.C. du Pays de Bitche (rouge) au sein de la Moselle (gris).

Depuis le 1er janvier 2017, Petit-Réderching fait partie de la communauté de communes du Pays de Bitche (CCPB) qui regroupe en son sein quarante-six communes situées autour de Bitche. Depuis 2009, cette institution est présidée par Francis Vogt, conseiller municipal de Bitche. Avant 2017, Petit-Réderching était l'une des 9 communes de la communauté de communes de Rohrbach-lès-Bitche.
Parmi ses nombreuses compétences, la CCPB gère le gymnase et le plateau sportif du collège de Lemberg, le gymnase et le plateau sportif du collège Kieffer de Bitche, La piscine et la médiathèque Rocca de Bitche, le site du Simserhof au Légeret, le site verrier de Meisenthal, le musée du Sabotier de Soucht, le site du moulin d'Eschviller, la collecte des ordures ménagères, l’entretien des cours d’eau et le développement touristique. Le siège administratif et les bureaux de la CCPB se situent à Bitche, au 4 rue du Général Stuhl.

## Population et société

### Démographie

#### Évolution démographique
L'évolution du nombre d'habitants est connue à travers les recensements de la population effectués dans la commune depuis 1793. Pour les communes de moins de 10 000 habitants, une enquête de recensement portant sur toute la population est réalisée tous les cinq ans, les populations de référence des années intermédiaires étant quant à elles estimées par interpolation ou extrapolation. Pour la commune, le premier recensement exhaustif entrant dans le cadre du nouveau dispositif a été réalisé en 2004.

En 2022, la commune comptait 1 416 habitants, en évolution de −6,35 % par rapport à 2016 (Moselle : +0,52 %, France hors Mayotte : +2,11 %).
| 1793 | 1800 | 1806 | 1821 | 1836 | 1841 | 1861 | 1866 | 1871 |
| ---- | ---- | ---- | ---- | ---- | ---- | ---- | ---- | ---- |
| 586  | 531  | 650  | 733  | 818  | 778  | 772  | 679  | 700  |

| 1875 | 1880 | 1885 | 1890 | 1895 | 1900 | 1905 | 1910 | 1921 |
| ---- | ---- | ---- | ---- | ---- | ---- | ---- | ---- | ---- |
| 698  | 664  | 661  | 668  | 678  | 712  | 800  | 843  | 878  |

| 1926 | 1931 | 1936 | 1946 | 1954  | 1962  | 1968  | 1975  | 1982  |
| ---- | ---- | ---- | ---- | ----- | ----- | ----- | ----- | ----- |
| 915  | 951  | 925  | 882  | 1 011 | 1 174 | 1 258 | 1 291 | 1 447 |

| 1990  | 1999  | 2004  | 2006  | 2009  | 2014  | 2019  | 2022  | - |
| ----- | ----- | ----- | ----- | ----- | ----- | ----- | ----- | - |
| 1 525 | 1 562 | 1 517 | 1 498 | 1 489 | 1 513 | 1 443 | 1 416 | - |

L'augmentation très sensible de la population depuis le début du XXe siècle, passant de 703 habitants en 1817 à 807 en 1852 pour atteindre 1447 habitants au recensement de 1982, s'explique en partie par le regroupement de petites activités industrielles sur le site de Meyerhof, dont le développement est dû à la création de la voie ferrée de Sarreguemines à Bitche en 1869.

### Enseignement
La commune de Petit-Réderching est rattachée à l'académie de Nancy-Metz. Cette académie fait partie de la zone B pour son calendrier de vacances scolaires, et cela depuis le redécoupage des régions françaises de 2015. Avant, elle faisait partie de la zone A,.
Le village dispose de deux écoles, une école maternelle (2 classes pour 3 niveaux), et une école primaire (4 classes pour 5 niveaux).
Les élèves vont ensuite au collège Jean Seitlinger de Rohrbach-lès-Bitche. Pour poursuivre leurs études en lycée, les jeunes Petit-Réderchingeois se rendent principalement à Bitche ou à Sarreguemines.

### Santé
Professionnels et établissements de santé :
- Médecins à Petit-Réderching, Rohrbach-lès-Bitche,
- Pharmacies à Rohrbach-lès-Bitche,
- Hôpitaux à Bitche.

### Cultes

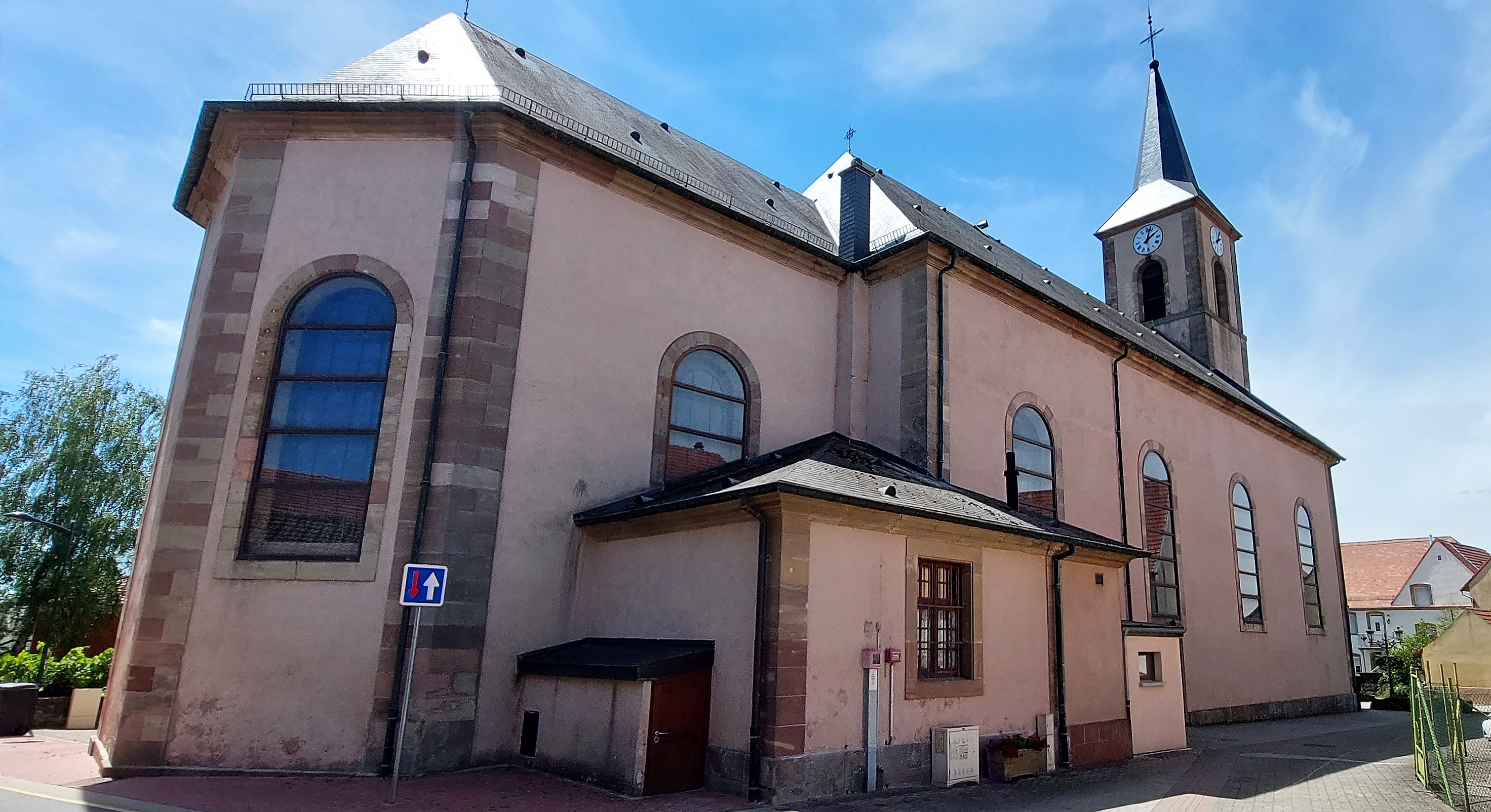
L'église paroissiale.

- Culte catholique, Communauté de paroisses Les prairies de la Zorn[36]. L'église de Petit-Réderching est rattachée à la communauté de paroisses Saint-Wendelin de Rohrbach dans l'archiprêtré de Rohrbach-lès-Bitche[37], Diocèse de Metz.

### Budget et fiscalité 2021
En 2021, le budget de la commune était constitué ainsi :
- total des produits de fonctionnement : 864 000 €, soit 575 € par habitant ;
- total des charges de fonctionnement : 742 000 €, soit 494 € par habitant ;
- total des ressources d'investissement : 167 000 €, soit 111 € par habitant ;
- total des emplois d'investissement : 280 000 €, soit 186 € par habitant ;
- endettement : 703 000 €, soit 468 € par habitant.

Avec les taux de fiscalité suivants :
- taxe d'habitation : 10,64 % ;
- taxe foncière sur les propriétés bâties : 26,69 % ;
- taxe foncière sur les propriétés non bâties : 57,35 % ;
- taxe additionnelle à la taxe foncière sur les propriétés non bâties : 0,00 % ;
- cotisation foncière des entreprises : 0,00 %.

Chiffres clés Revenus et pauvreté des ménages en 2019 : médiane en 2019 du revenu disponible, par unité de consommation : 22 040 €.

## Économie

### Entreprises et commerces

#### Agriculture
- Ferme familiale  de Beau Printemps[40].
- Élevage de bisons d'Amérique[41].

#### Tourisme
- Chambre d'hôtes.
- Restaurant[42].

#### Commerces
- Commerces et services de proximité[43].
- Botek, spécialiste mondial des outils de coupe[44].

### Médias

Le logo du Républicain lorrain.

Le Républicain lorrain est un quotidien régional d’information dont le siège social se situe à Metz. Dans son édition de Sarreguemines-Bitche, il consacre régulièrement des articles à l’actualité communale.
Dans le domaine des médias audiovisuels, trois chaînes de télévision sont accessibles aux habitants de Petit-Réderching et relaient les informations locales : France 3 Lorraine, Mosaïk et TV Cristal. Parmi les nombreuses stations de radio disponibles, on peut citer Radio Studio 1 et Radio Mélodie, basées respectivement à Bitche et à Sarreguemines, ainsi que Radio Salü, radio de langue allemande basée à Sarrebruck.

## Culture locale et patrimoine

### Patrimoine religieux

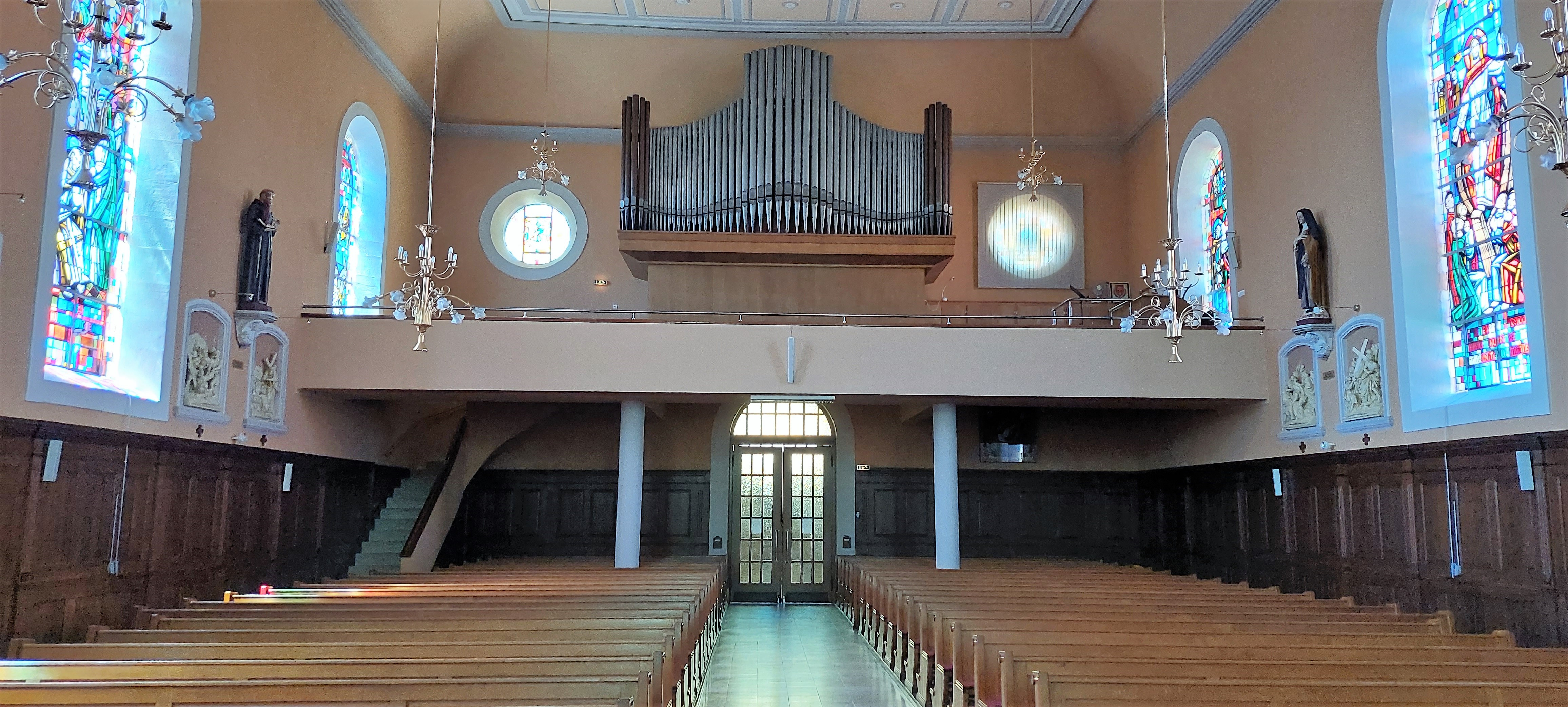
Orgue de l'église paroissiale.

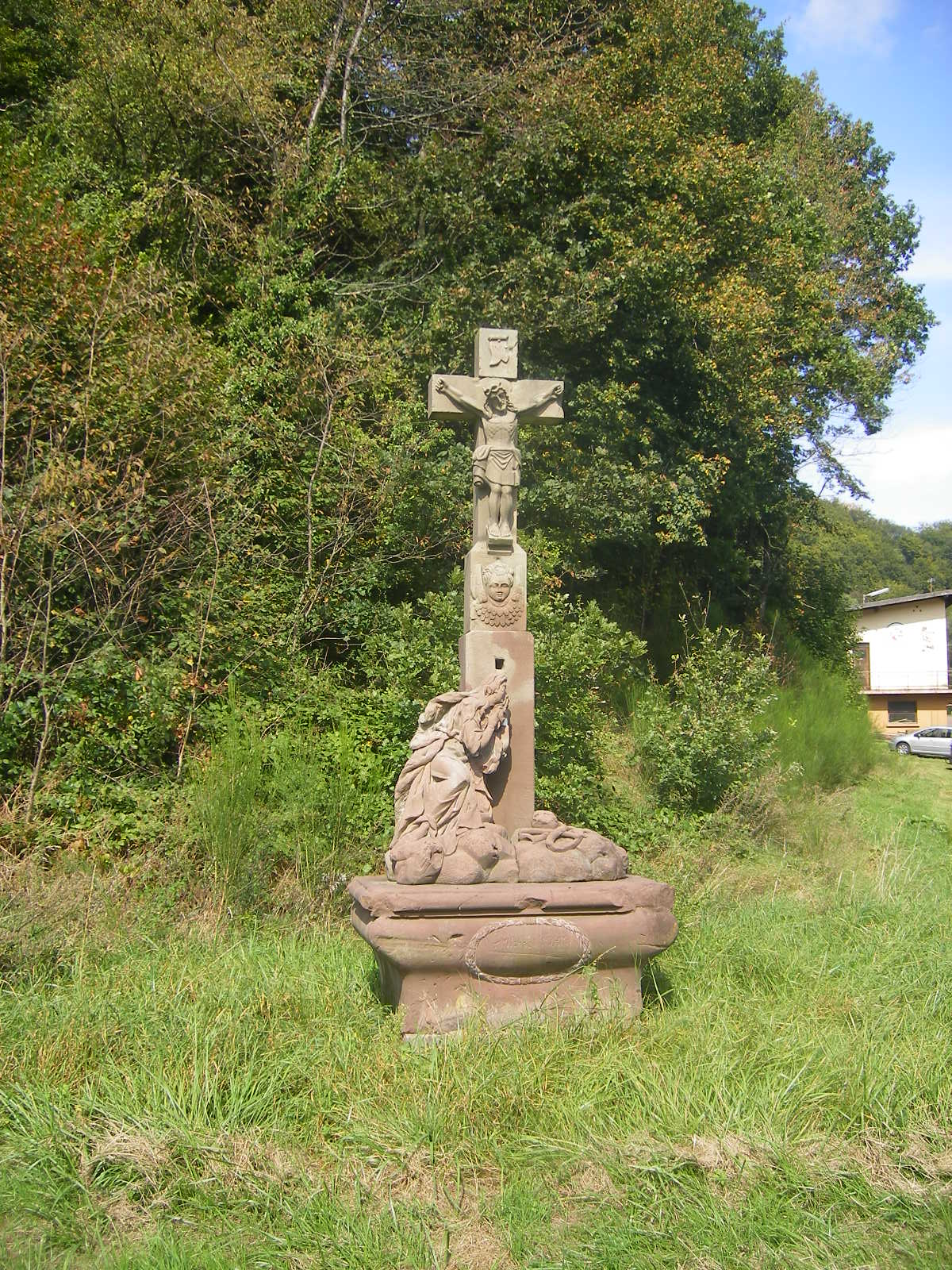
Calvaire.

- L'église paroissiale, dédiée à l'Exaltation de la Sainte-Croix reconstruite de 1829 (date portée) à 1831, aux frais du curé Jeko[47]. Les paroissiens s'étaient engagés à lui payer en 6 termes la somme de 12 000 francs et à lui céder l'ancienne église, aux termes d'un traité passé entre eux le 14 décembre 1826. A remplacé une ancienne église très petite et malsaine.

L'orgue, œuvre de l'atelier Haerpfer-Erman.
- Un calvaire monumental érigé au carrefour de la route de Bettviller et de la rue Sainte-Croix, qui doit sa curieuse allure disproportionnée à l'absence de fût. Érigé en 1779 aux frais des époux Jakob Schuck et Anna Faber, il est formé d'un socle fait de deux consoles affrontées encadrant un cartouche de laurier, supportant les statues en ronde bosse, un peu hiératiques et naïvement sculptées, de la Sainte Vierge et de saint Jean. Une haute croix se dresse entre eux, représentant les trois personnes de la Trinité : le Christ en croix, la colombe du Saint-Esprit sortant d'une nuée et Dieu le Père bénissant, placé en amortissement du montant. Sculpté dans le grès, le calvaire est entièrement polychrome, comme très souvent dans le pays de Bitche, et l'inscription gravée à la base de la croix rappelle les souffrances du Christ, plus grandes que celles du passant : « O ihr alle die den Weg vorüber gehet, mercket doch und sehet ob ihrgens ein Schmertz gleicht meinem Schmertz ».
- La grotte de Lourdes, construite dans les années cinquante et restaurée en 2015[49],[50],[51].
- La statue de la Vierge, ex-voto de 1871[52].

### Patrimoine culturel

#### Dialecte
Sur le plan culturel, la seconde moitié du XXe siècle se caractérise par la diffusion de la langue française dans le village et plus largement dans l'ensemble de la population alsacienne et mosellane. Depuis le traumatisme de l'occupation nazie de 1940-1945, la langue allemande et le dialecte francique sont en net recul même si le canton de Rohrbach comptait encore 80 à 90 % de locuteurs du francique lorrain en 1962.
Dans les conversations en français de Moselle germanophone, outre les spécificités de l'accent francique lorrain (non distinction entre le p et le b, le ch et le j, le d et le t), la syntaxe est fréquemment bousculée par celle de l'allemand. Parmi les autres tendances lourdes figurent l'inversion entre le prénom et le nom (Muller Michel), l'usage fréquent d'abréviations pour les noms de localités (Petit-Réd', Gros-Réd', Ench', 'Bruck, Stras'), et l'emprunt de mots à la langue francique rhénane (Bix, Flammkuche, Schnaps, Scheslon, Kirb).

### Personnalités liées à la commune
- Michel NEU (devenu John Marchal NEY) (1836-1907) : Sénateur du Connecticut, naturalisé américain en 1858
- Pierre Leichtnam (1910-1994) : athlète spécialiste des courses de demi-fond, champion de France du 1 500 m en 1938 né à Petit-Réderching.
- Abbé Wothké (1917-2010) : prêtre compositeur de chants en français et en allemand, natif de Petit-Réderching.

### Héraldique
| Blason de Petit-Réderching | Blason  | De gueules au vase d'argent, surmonté d'une croix de Lorraine d'or. |
| Blason de Petit-Réderching | Détails | La vase indique que l'origine du village est une verrerie du XVIe siècle. La croix de Lorraine rappelle que la localité faisait partie du comté lorrain de Bitche, elle évoque aussi son église dédiée à la sainte Croix. Le statut officiel du blason reste à déterminer. |

## Pour approfondir